# Dubbelplaneet

Twee planeten draaien rond hun gemeenschappelijke zwaartepunt (rood).

Een dubbelplaneet is een tweetal planeetachtige hemellichamen van vergelijkbare grootte die om elkaar heen draaien (en samen om een ster).  Als het kleinere hemellichaam veel kleiner is dan het grotere, dan is het stelsel geen dubbelplaneet maar een planeet met een maan.  Er is geen duidelijke grens tussen welke stelsels een dubbelplaneet zijn en welke een planeet met een maan. In het Zonnestelsel worden vaak Pluto en Charon als een dubbel(dwerg)planeet gezien (Pluto heeft 7 keer meer massa dan Charon), en soms ook de Aarde en de Maan (de Aarde heeft 81 keer zoveel massa als de Maan). Een voorbeeld van een (fictieve) dubbelplaneet zijn Romulus en Remus uit Star Trek.
Twee hemellichamen die om elkaar heen draaien, draaien eigenlijk (gemeten ten opzichte van de verre sterren) om hun gezamenlijke zwaartepunt.  Bij een planeet-met-maan zit zo weinig van de totale massa in de maan dat het gezamenlijke zwaartepunt niet waarneembaar afwijkt van het middelpunt van de planeet.  Bij een dubbelplaneet zijn de massa's van de twee hemellichamen meer gelijk en ligt het gemeenschappelijke zwaartepunt verder van het middelpunt van de zwaarste planeet af.

Het Aarde-Maan-systeem wordt soms informeel aangeduid als dubbelplaneet.

Om een dubbelplaneet te onderscheiden van een gewone planeet-met-maan zou men de definitie kunnen aanhouden dat bij een dubbelplaneet het gezamenlijke zwaartepunt buiten het oppervlak van de zwaarste van de twee planeten moet liggen, zodat ook de zwaardere planeet merkbaar een baan rond dat zwaartepunt volgt. Hierbij moet wel opgemerkt worden dat de plaats van het zwaartepunt ook afhangt van de afstand tussen beide lichamen.